# David Molina
David Alejandro Molina Guerra (Tegucigalpa, 14 marzo 1988) è un calciatore honduregno, difensore del Club Deportivo Motagua e della Nazionale honduregna.

## Carriera

### Club
Gioca tutta la sua carriera con la maglia del Club Deportivo Motagua. Segna il suo primo gol con il Ciclón Azul il 4 ottobre 2008, contro il Real Club Deportivo España.

### Nazionale
Gioca con l'Honduras le olimpiadi di Pechino 2008, dove scende in campo tre volte.

Dal 2008 è nel giro della Nazionale honduregna.

## Palmarès
- Campionato honduregno: 1

Motagua: Apertura 2006
- Copa Interclubes UNCAF: 1

Motagua: 2007